# Filipe Neri do Rosário Ferrão
Filipe Neri António Sebastião do Rosário Ferrão (Aldoná, 20 de janeiro de 1953) é um cardeal goês da Igreja Católica, atual Patriarca das Índias Orientais e arcebispo de Goa e Damão.

## Biografia
Iniciou seus estudos religiosos no Seminário de Nossa Senhora, em Saligão e depois foi para o Seminário Papal de Poona. É licenciado em filosofia e teologia e fluente em concani, inglês, português, italiano, francês e alemão.
Foi ordenado padre na Igreja de São Tomé, em Aldoná, Goa, em 28 de outubro de 1979. Posteriormente, foi vigário paroquial da paróquia do Salvador do Mundo de dezembro de 1979 a maio de 1980. Em seguida, fez o curso pastoral no Instituto Pastoral São Pio X de Goa. Foi então vigário paroquial da paróquia de Chinchinim de junho de 1981 a maio de 1984, prefeito e professor no seminário menor de Nossa Senhora de Saligão de junho de 1984 a maio de 1986 e primeiro diretor da comissão vocacional para o clero diocesano de 1984 a 1986. Ele foi então enviado a Roma para estudar. Em 1988 obteve a licenciatura em teologia, com especialização em teologia bíblica, na Pontifícia Universidade Urbaniana. Em 1991 obteve a licença de catequética no Instituto Internacional Lumen Vitae de Bruxelas, afiliado à Universidade Católica de Louvain (UCLouvain). De volta a Índia, foi diretor do centro diocesano para o apostolado dos leigos de 1991 a 1994, membro da equipe para a transferência de sacerdotes de 1992 a 1997, conselheiro eclesiástico da Corporação Médica São Lucas de Goa de 1992 a 1994 e vigário episcopal para a área norte da arquidiocese de 1993 a 1994.

## Episcopado
Em 20 de dezembro de 1993, foi nomeado bispo auxiliar de Goa e Damão, sendo consagrado com o título de bispo titular de Vanariona em 14 de abril de 1994, pelo Patriarca Raul Nicolau Gonçalves na Sé Catedral, tendo como co-consagrantes Aleixo das Neves Dias, S.F.X., bispo de Port Blair e Ferdinand Joseph Fonseca, bispo auxiliar de Bombaim.
Foi nomeado em 12 de dezembro de 2003, pelo Papa João Paulo II, após a resignação de Dom Raul Nicolau Gonçalves, como Arcebispo de Goa e Damão (e, por conseguinte, Patriarca das Índias Orientais, Primaz da Índia e Arcebispo Titular de Cranganore), sendo divulgado em 16 de janeiro de 2004 e dando a entrada solene em 21 de março de 2004. Em 25 de novembro de 2006, foi promovido a Arcebispo Metropolitano de Goa e Damão, pelo Papa Bento XVI. Em setembro de 2011 e setembro de 2019, realizou visitas ad limina ao Papa Bento XVI e ao Papa Francisco.
Em 12 de janeiro de 2019, foi eleito como presidente da Conferência Episcopal da Índia de Rito Latino (CCBI) durante a sua 31ª Assembleia Plenária.

### Consagrações episcopais
Dom Filipe Neri do Rosário Ferrão foi o principal sagrante do seguinte bispo:
- Simião Purificação Fernandes, bispo auxiliar de Goa e Damão (2024).[9]

Foi coadjuvante na ordenação episcopal dos seguintes bispos:
- Anthony Alwyn Fernandes Barreto, bispo de Sindhudurg (2005)
- Peter Machado, bispo de Belgaum (2006)
- Dominic Savio Fernandes e John Rodrigues, bispos auxiliares de Bombaim (2013)
- Sebastião Mascarenhas, bispo de Baroda (2023)

## Cardinalato
Durante o Regina Caeli de 29 de maio de 2022, o Papa Francisco anunciou sua criação como cardeal no Consistório ocorrido em 27 de agosto. Recebeu o anel cardinalício, o barrete vermelho e o título de cardeal-presbítero de Santa Maria em Via.
Em 25 de abril de 2023, foi nomeado membro do Dicastério para a Evangelização, seção para as questões fundamentais da evangelização no mundo.
Durante o Vinayaka Chaturthi, comemoração do nascimento de Ganesha, do ano de 2023, disse que "gostaria de transmitir, juntamente com os fiéis católicos desta arquidiocese, uma saudação de paz a todos os membros da comunidade hindu deste Estado. Esta festa auspiciosa nos convida a remover obstáculos, crescer em sabedoria e promover a unidade, criando assim um ambiente sereno para desfrutar da unidade, compartilhar a felicidade e promover a integridade cultural", na esteira de um vídeo no qual um membro do clero local foi ouvido falando de forma depreciativa sobre outras divindades. Assegurou, assim, que as declarações do padre "iam contra o espírito autêntico do diálogo inter-religioso e do respeito mútuo". Complementou dizendo que "de acordo com os ensinamentos da Igreja, os católicos são chamados a reconhecer, preservar e promover os valores espirituais e morais encontrados na vida social e na cultura de outras tradições religiosas".
Em 22 de fevereiro de 2024, em reunião do Comitê central da Federação das Conferências Episcopais da Ásia ocorrida em Bangkok, foi eleito como presidente da Federação de Conferências Episcopais da Ásia, sucedendo ao cardeal Charles Maung Bo, S.D.B. em janeiro de 2025.